# Eva Laurell
Eva Dagmar Cecilia Laurell, född 18 januari 1921 i Uppsala, död 4 januari 1994 i S:t Görans församling i Stockholm, var en svensk målare, tecknare och grafiker.
Hon var dotter till professorn Hugo Laurell och Sigrid Olivecrona samt syster till Carl-Bertil Laurell. Hon studerade konst vid Högre konstindustriella skolan 1939–1944 och vid Otte Skölds målarskola 1945–1946 samt genom egna självstudier under vistelser i Paris 1948 och 1950. Separat ställde hon bland annat ut på Lilla Paviljongen i Stockholm och hon medverkade i ett flertal samlingsutställningar arrangerade av Uplands konstförening. Hon var representerad i Nationalmuseums utställning Unga tecknare några gånger under 1950-talet. Vid sidan av sitt eget skapande var hon anlitad som illustratör av flera barnböcker. Hennes konst består av landskap interiörer, krokier och porträtt utförda i olja eller akvarell men det var hennes egenskap som tecknare och grafiker som rönte mest uppmärksamhet.
Laurell är representerad vid bland annat  Moderna Museet i Stockholm. Hon är gravsatt i minneslunden på Skogskyrkogården i Stockholm.